# Sphecodes coriae
Sphecodes coriae är en biart som beskrevs av Jesus Santiago Moure och Hurd 1987. Sphecodes coriae ingår i släktet blodbin, och familjen vägbin. Inga underarter finns listade i Catalogue of Life.